# Valentin Demyanenko
Valentin Demyanenko (Cherkasy, 23 de outubro de 1983) é um canoísta de velocidade ucraniano, naturalizado azeri, medalhista olímpico.

## Carreira
Valentin Demyanenko representou seu país em 2012 e 2016 na Rio 2016 ganhou a medalha de prata no prova do C1-200m 